# La Pinilla

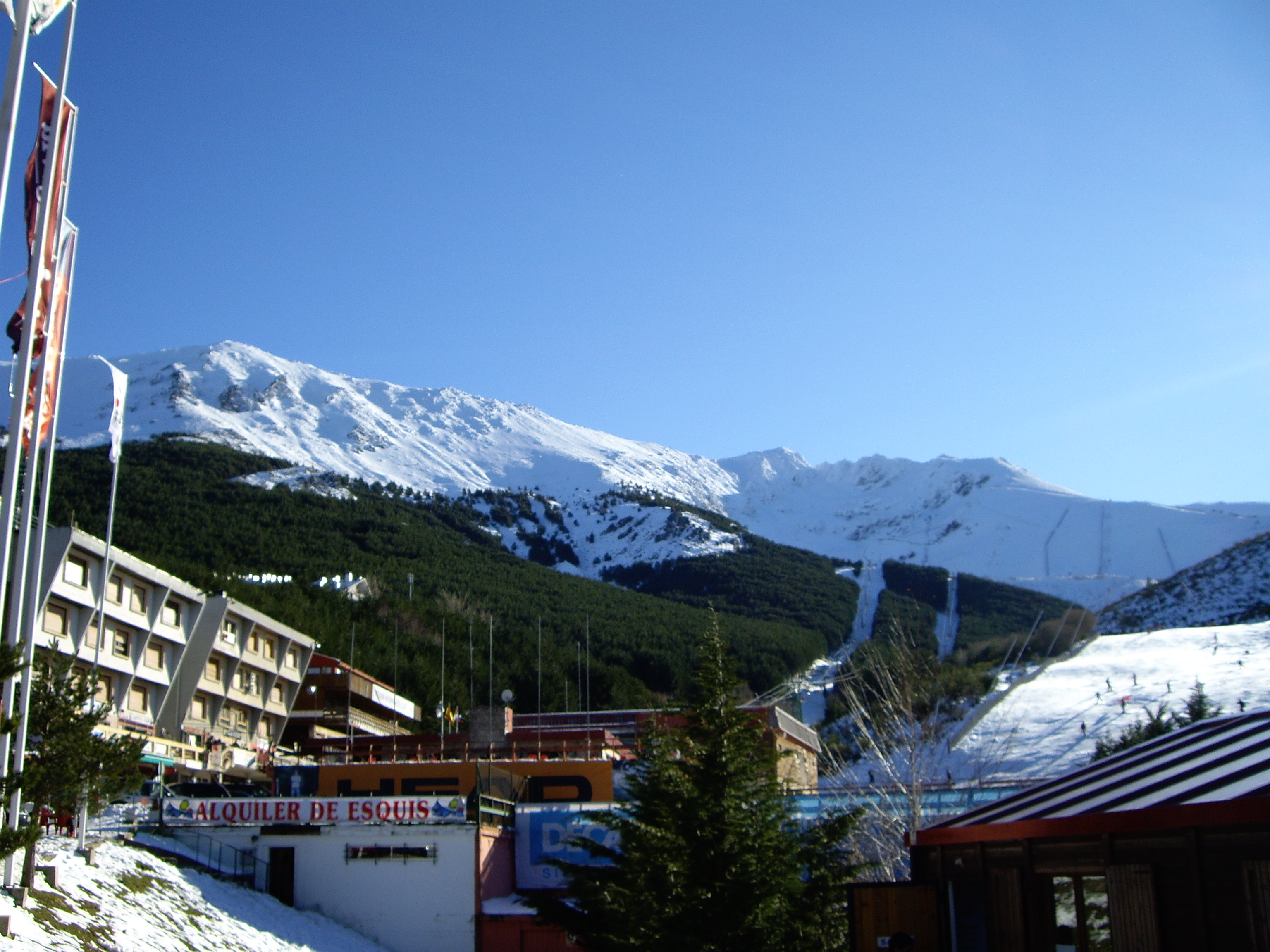
La Pinilla en de Pico del Lobo

La Pinilla is een skigebied in de Sierra de Ayllón dat deel uitmaakt van het Castiliaans Scheidingsgebergte. Het skigebied bevindt zich vlak bij de plaats Riaza in de provincie Segovia in Spanje. 
La Pinilla is geen groot skigebied met een total lengte van 20,12 km aan pistes, en heeft 4 groene, 7 blauwe en 13 rode pistes. Deze pistes bevinden zich voornamelijk op de flanken van de Pico del Lobo, het hoogste punt van de Sierra de Ayllón.